# Pallacanestro ai XVIII Giochi asiatici
La pallacanestro ai Giochi asiatici 2018 si è svolta dal 13 agosto al 1º settembre presso gli impianti Istora Gelora Bung Karno, GBK Basketball Hall e GBK Tennis Center Court (per i tornei di 3 contro 3) in Indonesia. Nella disciplina della pallacanestro sono stati effettuati due tornei, quello maschile e quello femminile, che hanno visto coinvolti 323 cestisti da 22 nazioni. Si sono inoltre svolti due tornei di 3 contro 3, maschile e femminile, con 154 atleti da 17 nazioni.

## Medagliere
| Posiz. | Nazione         | Oro | Argento | Bronzo | Totale |
| ------ | --------------- | --- | ------- | ------ | ------ |
| 1      | Cina            | 4   | 0       | 0      | 4      |
| 2      | Corea del Sud   | 0   | 1       | 1      | 2      |
| 2      | Iran            | 0   | 1       | 1      | 2      |
| 2      | Giappone        | 0   | 1       | 1      | 2      |
| 5      | Corea unificata | 0   | 1       | 0      | 1      |
| 6      | Thailandia      | 0   | 0       | 1      | 1      |
| Totale | Totale          | 4   | 4       | 4      | 12     |

## Classifiche finali

### Pallacanestro

#### Maschile
| Pos.    | Squadra             | Formazione |
| ------- | ------------------- | --- |
| Oro     | Cina                | Cina1 Tian, 5 Fang, 6 Zhao T., 7 Yu, 8 Ding, 10 Zhao R., 11 Liu, 15 Zhou, 16 Dong, 17 Sun, 23 Abudurexiti, 31 Wang, All. Li Nan                                                                   |
| Argento | Iran                | Iran4 Mirzaei, 5 Mashayekhi, 7 Davoudi, 8 Yakhchali, 10 Dalirzahan, 12 Arghavan, 13 Jamshidi, 14 Bahrami, 15 Haddadi, 17 Rezaeifar, 41 Kazemi, 77 Hassanzadeh, All. Mehran Hatami                 |
| Bronzo  | Corea del Sud       | Corea del Sud0 Kim J., 1 Park, 2 Choe, 3 Lee Je., 5 Kim S., 6 Heo H., 9 Heo U., 11 Heo I., 13 Kang, 17 Jeon, 20 Ra, 33 Lee S., All. Heo Jae                                                       |
| 4.      | Taiwan              | Taiwan0 Peng, 1 Chou Y., 5 Liu, 8 Chou P., 9 Chen Y., 10 Hu, 11 Huang T., 14 Chiang, 15 Chen K., 16 Lin, 21 Creighton, 27 Huang J., All. Charles Parker                                           |
| 5.      | Filippine           | Filippine3 Lee, 5 Norwood, 6 Clarkson, 7 Erram, 11 Pringle, 13 Ahanmisi, 17 Tiu, 18 Yap, 20 Almazan, 30 Belga, 34 Standhardinger, 88 Taulava, All. Joseller Guiao                                 |
| 6.      | Siria               | Siria1 Bakar, 8 Khyyata, 9 al-Jabi, 11 Saddir, 12 al-Hamwi, 13 al-Osh, 14 Idelbi, 15 al-Ghamian, 21 al-Shaikh, 41 Kasaballi, 99 Kassas, 00 Khouri, All. Veselin Matić                             |
| 7.      | Giappone            | Giappone3 Tsuji, 4 Nakamura, 8 Ōta, 9 Vendrame, 13 Hashimoto, 27 Kumagae, 30 Imamura, 32 Schafer, 41 Satō, 43 Nagayoshi, 65 Tamaki, 88 Harimoto, All. Herman Mandole                              |
| 8.      | Indonesia           | Indonesia3 Gemilang, 4 Grahita, 7 Dhyaksa, 9 Kurniawan, 10 Sitorus, 12 Haq, 13 Indrawan, 14 Putra, 23 Wuwungan, 30 Prawiro, 33 Wisnu, 71 Johnson, All. Fictor Roring                              |
| 9.      | Qatar               | Qatar1 Mohamed, 3 Abdelkawy, 5 Lashin, 8 Ngombo, 10 Mohammed, 11 Abuissa, 22 Abdi, 25 Abdelbaset, 33 Mujkić, 42 Al-Rayes, 44 Avdić, 96 Abdelhaleem, All. Tim Lewis                                |
| 9.      | Mongolia            | Mongolia1 Bat-Erdene, 4 Otgonbaatar, 5 Ariunbold, 7 Ochbadrakh, 8 Battulga, 9 Tungalag, 10 Battuvshin, 11 Davaadorj, 15 Purevjav, 19 Narangerel, 23 Ochirbat, 33 Otgonbayar, All. Sedbazar Shinen |
| 9.      | Thailandia          | Thailandia4 To Ngiw, 6 Sunthonsiri, 7 Khukhandhin, 8 Jaisanuk, 10 Boonyai, 12 Lakhan, 20 Suktub, 25 Klaewnarong, 36 Klahan, 38 Phuangla, 47 Leelaphipatkul, 77 Ananti, All. Douglas Marty         |
| 12.     | Hong Kong           | Hong Kong2 Cheng H., 6 Leung, 7 Lam, 8 Lau, 10 Yang, 11 Cheng K., 16 Xu, 22 Chow, 27 Tsai, 30 Wu, 34 Szeto, 41 Au Yeung, All. On Hing-king                                                        |
| 13.     | Kazakistan          | Kazakistan2 Jagodkin, 6 Kuanov, 7 Bažin, 9 Ščerbak, 10 Murzagaliev, 12 Satkeev, 13 Ergali, 14 Majdekin, 17 Žigulin, 20 Bykov, 24 Gavrilov, 25 Marčuk, All. Renatas Kurilionakas                   |
| 14.     | Emirati Arabi Uniti | Ritirata |
| 14.     | Palestina           | Ritirata |

#### Femminile
| Pos.    | Squadra         | Formazione |
| ------- | --------------- | --- |
| Oro     | Cina            | Cina3 Yang, 4 Li Yuan, 5 Wang S., 6 Wang L., 7 Shao, 9 Li M., 10 Wang X., 11 Huang, 12 Liu, 13 Sun, 14 Li Yueru, 15 Han, All. Xu Limin                                                              |
| Argento | Corea unificata | Corea unificata1 Kang, 2 Park Ji-hyeon, 3 Kim Hy., 5 Park Hy., 6 Choe, 7 Jang, 10 Park Ha., 11 Im, 12 Ro, 13 Kim S., 19 Park Ji-su, 35 Kim Ha., All. -                                              |
| Bronzo  | Giappone        | Giappone2 Takehara, 3 Mawuli, 9 Suzuki, 11 Shinozaki, 15 Yasuma, 22 Kawamura, 23 Nagata, 27 Hayashi, 32 Miyazaki, 33 Nakada, 45 Watanabe, 66 Umezawa, All. Natsumi Yabuuchi                         |
| 4.      | Taiwan          | Taiwan1 Huang L., 3 Chen Yu., 4 Chen Ye., 5 Huang F., 7 Wu, 8 Huang Y., 9 Huang P., 11 Wang, 13 Cheng, 17 Bao, 23 Peng, 27 Lin, All. Albert Wagner                                                  |
| 5.      | Kazakistan      | Kazakistan2 Abikeeva, 3 Kurazova, 5 Gavriljuk, 6 Bagmet, 7 Jagodkina, 8 Astapenko, 10 Kolesnikova, 11 Ivanova, 13 Vinokurova, 15 Kondrakova, 16 Kovalevskaja, 19 Osipenko, All. Evgenij Ovsjannikov |
| 6.      | Thailandia      | Thailandia6 Yothanan, 7 Supyen, 8 Kunchuan, 9 Saechua, 11 Phromrat, 13 Kaichaiyapoom, 14 Sawatong, 18 Phosut, 38 Phetsaenkha, 88 Klanbut, 91 Maihom, 93 Prajuapsook, All. Chris Daleo               |
| 7.      | Indonesia       | Indonesia5 Sinatra, 7 Dewi, 8 Christaline, 10 Karen, 11 Lestari, 12 Wongsohardjo, 13 Tjundawan, 15 Hantoro, 21 Orville, 22 Sophia, 25 Sutjiono, 71 Antonio, All. Arif Gunarto                       |
| 8.      | Mongolia        | Mongolia4 Murat, 5 Buriad, 6 Alimaa, 7 Bayarmaa, 8 Battogtokh, 9 Erdene, 10 Ganbat, 11 Dashnyam, 12 Otgonbayar, 13 Bayankhuu, 14 Bayasgalan, 15 Ulaankhuu, All. Bayartsogt Odonbaatar               |
| 9.      | India           | India4 Anjana, 5 Kaur, 6 Nixon, 7 Bhandavya, 8 Senthil Kumar, 9 Sidhu, 10 Kumari, 11 Prabahkara, 12 Rajaganapathi, 13 Jeena, 14 Limaye, 15 Sharma, All. Shiba Maggon                                |
| 10.     | Hong Kong       | Hong Kong1 Kwong, 2 Wong Y., 6 Cheuk, 12 Wong Ki., 13 Wong P., 17 Wong T., 21 Li, 24 Wong Ka-man, 31 Lam, 34 Wong Ka-yee, 55 Chan, 00 Ma, All. Koon Kin-ho                                          |

### Pallacanestro 3x3

#### Maschile
| Pos.    | Squadra       | Formazione                                                                  |
| ------- | ------------- | --------------------------------------------------------------------------- |
| Oro     | Cina          | Template:Cina maschile pallacanestro 3x3 Giochi asiatici 2018               |
| Argento | Corea del Sud | Template:Corea del Sud maschile pallacanestro 3x3 Giochi asiatici 2018      |
| Bronzo  | Iran          | Template:Iran maschile pallacanestro 3x3 Giochi asiatici 2018               |
| 4.      | Thailandia    | Template:Thailandia maschile pallacanestro 3x3 Giochi asiatici 2018         |
| 5.      | Giappone      | Template:Giappone maschile pallacanestro 3x3 Giochi asiatici 2018           |
| 6.      | Qatar         | Template:Qatar maschile pallacanestro 3x3 Giochi asiatici 2018              |
| 7.      | Taipei cinese | Template:Taipei Cinese pallacanestro 3x3 Giochi asiatici 2018               |
| 8.      | Kazakistan    | Template:Kazakistan maschile pallacanestro 3x3 Giochi asiatici 2018         |
| 9.      | Iraq          | Template:Iraq maschile pallacanestro 3x3 Giochi asiatici 2018               |
| 10.     | Siria         | Template:Siria maschile pallacanestro 3x3 Giochi asiatici 2018              |
| 11.     | Indonesia     | Template:Indonesia maschile pallacanestro 3x3 Giochi asiatici 2018          |
| 12.     | Mongolia      | Template:Mongolia maschile pallacanestro 3x3 Giochi asiatici 2018           |
| 13.     | Malaysia      | Template:Malaysia maschile pallacanestro 3x3 Giochi asiatici 2018           |
| 14.     | Nepal         | Template:Nepal maschile pallacanestro 3x3 Giochi asiatici 2018              |
| 15.     | Turkmenistan  | Template:Turkmenistan maschile pallacanestro 3x3 Giochi asiatici 2018       |
| 16.     | Sri Lanka     | Template:Sri Lanka maschile pallacanestro 3x3 Giochi asiatici 2018          |
| 17.     | Kirghizistan  | Template:Kirghizistan maschile pallacanestro 3x3 Giochi asiatici 2018       |
| 18.     | Giordania     | Template:Giordania maschile pallacanestro 3x3 Giochi asiatici 2018          |
| 19.     | Afghanistan   | Afghanistan 3×37 Mirzad, 10 Sadat, 12 Khairi, All. -                        |
| 20.     | Bangladesh    | Bangladesh 3×310 Mostafa Chowdury, 12 Rahman, 15 Istiaque, 23 Haque, All. - |
| 21.     | Vietnam       | Template:Vietnam maschile pallacanestro 3x3 Giochi asiatici 2018            |
| DSQ     | Maldive       | Squalificata                                                                |

#### Femminile
| Pos.    | Squadra       | Formazione                                                              |
| ------- | ------------- | ----------------------------------------------------------------------- |
| Oro     | Cina          | Template:Cina maschile pallacanestro 3x3 Giochi asiatici 2018           |
| Argento | Giappone      | Giappone 3×34 Okuyama, 8 Konno, 15 Mawuli, 18 Miyashita, All. -         |
| Bronzo  | Thailandia    | Template:Thailandia femminile pallacanestro 3x3 Giochi asiatici 2018    |
| 4.      | Taipei cinese | Template:Taipei Cinese femminile pallacanestro 3x3 Giochi asiatici 2018 |
| 5.      | Corea del Sud | Template:Corea del Sud femminile pallacanestro 3x3 Giochi asiatici 2018 |
| 6.      | Indonesia     | Template:Indonesia femminile pallacanestro 3x3 Giochi asiatici 2018     |
| 7.      | Malaysia      | Template:Malaysia femminile pallacanestro 3x3 Giochi asiatici 2018      |
| 8.      | Iran          | Template:Iran femminile pallacanestro 3x3 Giochi asiatici 2018          |
| 9.      | Vietnam       | Template:Vietnam femminile pallacanestro 3x3 Giochi asiatici 2018       |
| 10.     | Sri Lanka     | Template:Sri Lanka femminile pallacanestro 3x3 Giochi asiatici 2018     |
| 11.     | Kazakistan    | Template:Kazakistan femminile pallacanestro 3x3 Giochi asiatici 2018    |
| 12.     | Mongolia      | Mongolia 3×32 Munkhsaikhan, 6 Ganbat, 7 Batsuren, 13 Onolbaatar, All. - |
| 13.     | Siria         | Template:Siria femminile pallacanestro 3x3 Giochi asiatici 2018         |
| 14.     | Nepal         | Template:Nepal femminile pallacanestro 3x3 Giochi asiatici 2018         |
| 15.     | Qatar         | Template:Qatar femminile pallacanestro 3x3 Giochi asiatici 2018         |
| DSQ     | Maldive       | Squalificata                                                            |